# Willy Geisler
Willy Geisler (* 2. August 1886 in Wölfelsgrund, Landkreis Habelschwerdt, Provinz Schlesien; † 7. Februar 1952 in Berlin) war ein deutscher Komponist.

## Leben
Willy Geisler war der Sohn eines Holzbildhauers im Höhenluftkurort Wölfelsgrund in der Grafschaft Glatz. Nach seiner musikalischen Ausbildung komponierte er zunächst Operetten. Über 30 Operettenbühnen in Deutschland führten in den 1920er Jahren seine Werke auf. Den größten Erfolg hatte Liebling der Welt mit über 300 Aufführungen am Theater am Gärtnerplatz in München nach dessen Ausrichtung auf die Revue-Operette durch Fritz Fischer.
Mit dem Aufkommen des Rundfunks schuf er zahlreiche Kompositionen der gehobenen Unterhaltungsmusik wie Orchestersuiten, Serenaden und Romanzen, die meist für Salonorchester vorgesehen waren und durch das neue Medium weit bekannt wurden. Er war auch als Filmkomponist tätig.
Die musikalische Bildung für Kinder und Jugendliche lag Willy Geisler am Herzen. Er schrieb einige Kinderlieder und stellte in einer kleinen, mit Text unterlegten Komposition in einfacher Weise einige Orchesterinstrumente vor.  Zusammen mit Erich Gottwald gab er 1927 ein zweiteiliges Werk Musik für Mittelschulen heraus.
Zum 1. September 1932 trat er der NSDAP bei (Mitgliedsnummer 1.331.699) und komponierte Marschlieder für HJ, SA und SS.

## Werke (Auswahl)
- Mara Santro, Operette, 1919
- Heideröschen, Operette, 1919
- Friedemann Bach, Stück mit Musik in 7 Bildern, 1930
- Ehestreik, Filmmusik, 1935
- Der Liebling der Welt. Operette. UA 04.12.1942 im Metropol-Theater Berlin. Libretto: Richard Bars & Christof Schulz-Gullen
- Aus dem Stegreif, Serenade
- Endspurt, Galopp
- Liebeslied ohne Worte, Suite
- Mein Lieblingslied, Romanze
- Melodia, Suite
- Musikanten-Suite, 6 Stücke für Salonorchester
- Vom Menuett zum Walzer, Tanz-Suite für Salonorchester
- Über Länder und Meere, Suite
- Bin nur ein armer Dichter, Lied
- Kinderlieder